# Mademoiselle (periodico)
Mademoiselle è stata una rivista femminile di moda, nota soprattutto per aver pubblicato articoli di famosi scrittori come Truman Capote, Harold Brodkey, Pam Houston, Jean Stafford e Susan Minot. 

## Storia
Diversi autori della Beat Generation furono pubblicati dalla rivista, fra cui William Burroughs e Jack Kerouac, mentre Gregory Corso vi fece il suo debutto letterario
Fondata nel 1935, è uscita fino all'anno 2001. 
Ne fu direttrice dal 1937 al 1971 Betsy Talbot Blackwell, alle cui idee viene attribuita buona parte del successo che ebbe la rivista. Sua fu, ad esempio, l'idea di selezionare ragazze comuni da tutti gli Stati Uniti e invitarle a New York, dove aveva sede la rivista, per farne le modelle di un servizio di moda. Con questa iniziativa la rivista diffuse un'idea di moda alla portate di tutte, distinguendosi dalle contemporanee versioni di Vogue e di Harper's Bazaar.
Nella stessa direzione andò l'idea di dedicare un numero annuale a ragazze provenienti dai college statunitensi. Il primo numero di questo tipo uscì nel 1939 e fece arrivare le vendite a centomila copie nel giro di un mese. Nel 1953, fra le ragazze selezionate per un mese di praticantato all'interno della redazione, sfociato infine nel numero accademico, fu anche la scrittrice Sylvia Plath, che descrisse questa esperienza nel suo romanzo La campana di vetro.